# マイチャウ県
マイチャウ県（マイチャウけん、ベトナム語：Huyện Mai Châu / 縣枚州?）は、ベトナム社会主義共和国ホアビン省の県。面積は564.54 km²、人口は63,000人（2019年）である。

## 行政区画
1市鎮15社から構成される。

## ギャラリー

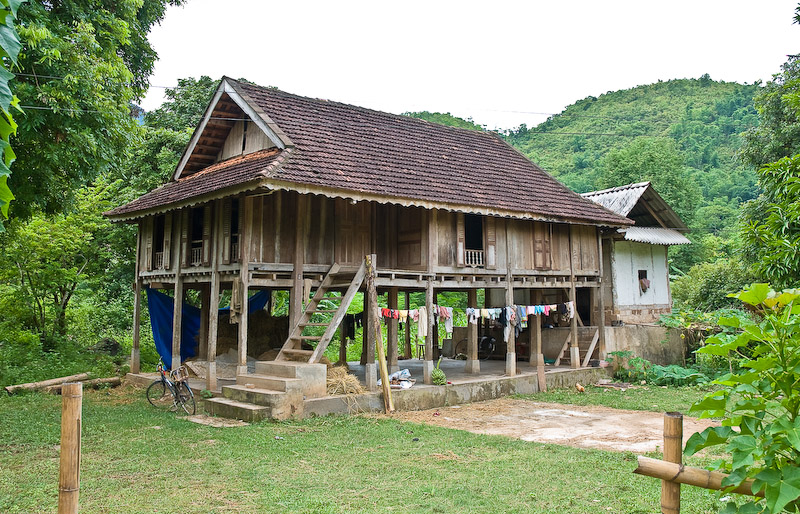
高床住居
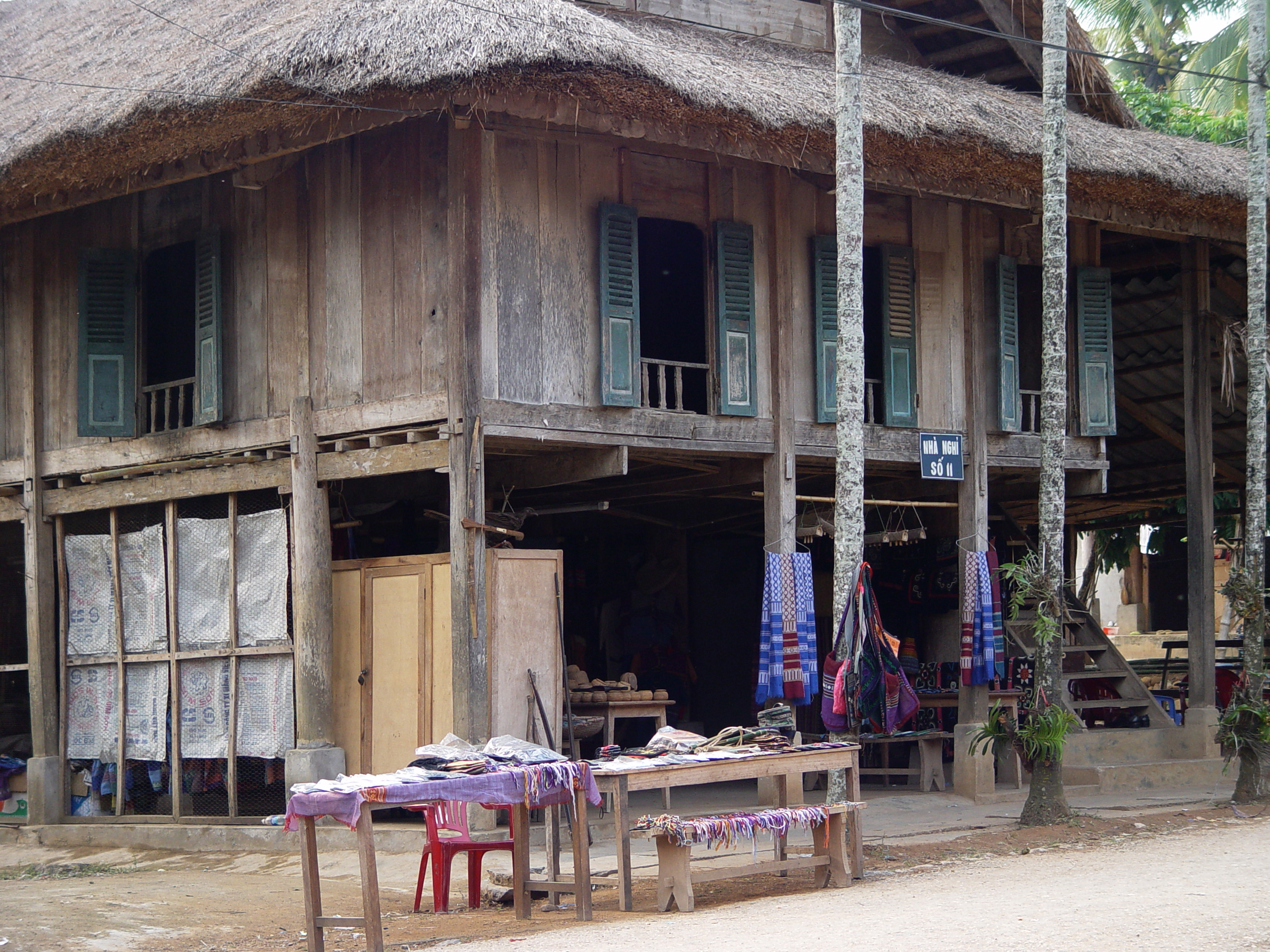
高床建物
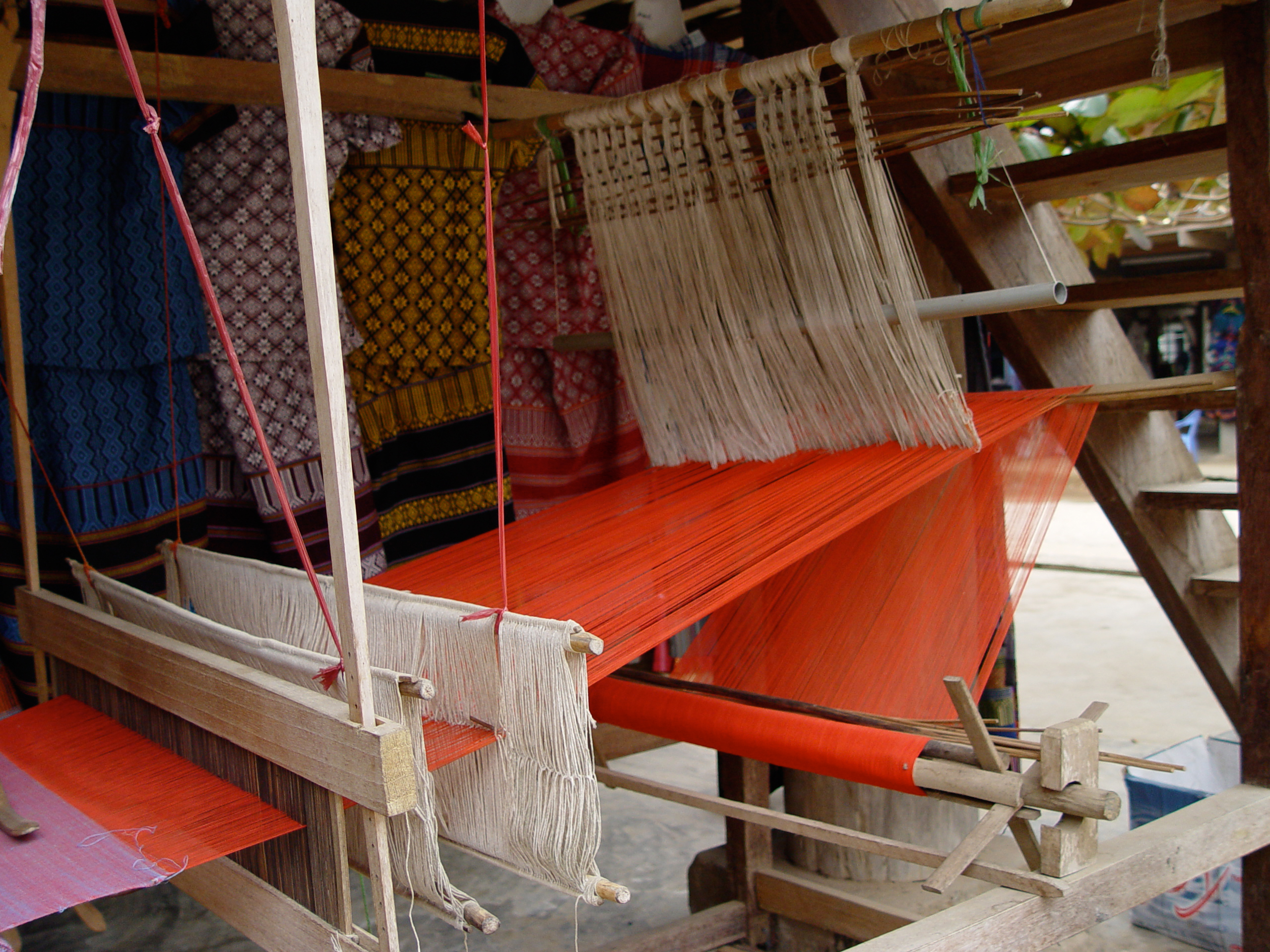
伝統的な織物
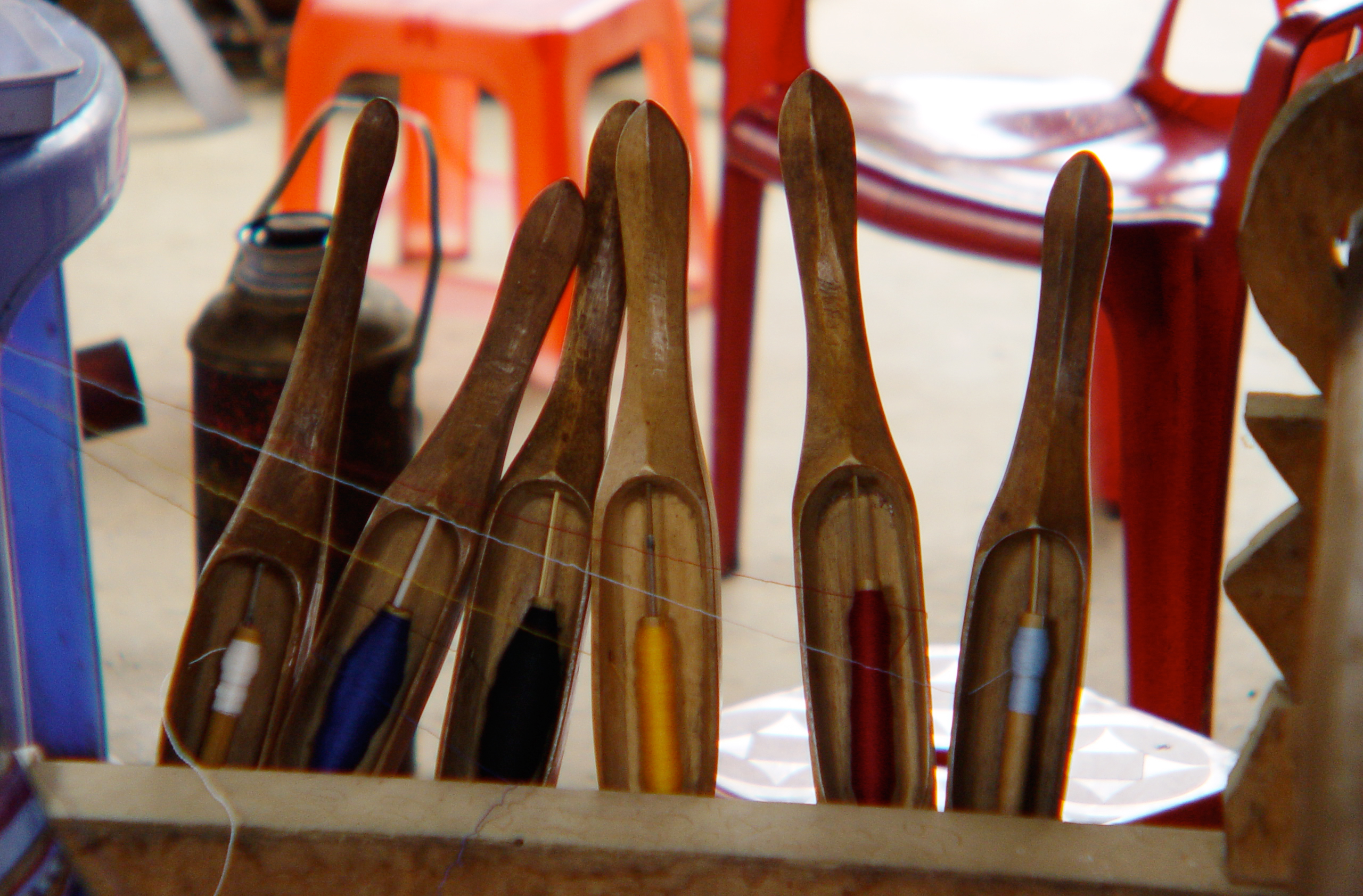
シャトル(織物の道具)
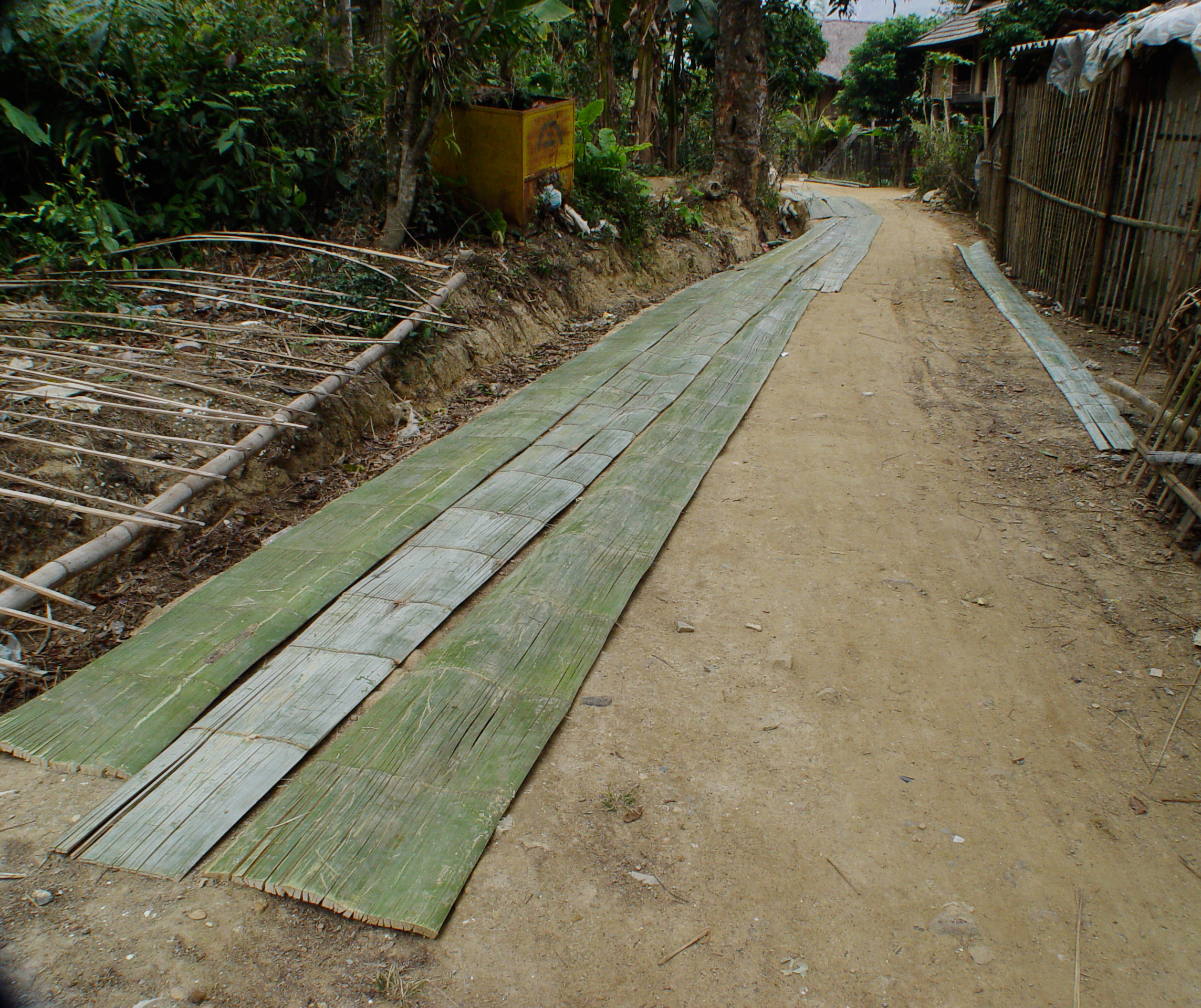
竹の乾燥

| - 高床住居 - 高床建物 - 伝統的な織物 - シャトル(織物の道具) - 竹の乾燥 |